# Songais
Songais (Songhais) ou sonrais são um grupo étnico da África Ocidental relacionado com os mandês. Sua história e língua estão ligadas ao Império Songai, que dominou o Sael ocidental nos séculos XV e XVI. O grupo de línguas songais, no entanto, tem sido relacionado com a família linguística Nilo-Saariana

## História
O Império Songai começou a se consolidar no século XII, com Gao se tornando sua capital e um importante centro comercial. Entre 1285 e 1300, Gao foi dominada pelos mandingas, e a construção de uma mesquita durante o reinado de Cancu Muça destacou a influência islâmica. No entanto, a dinastia de Suni, iniciada por Ali Colom, conseguiu fortalecer o reino, com Suni Ali Ber elevando Gao a um império. Suni Ali Ber expandiu o reino de Gao, transformando-o em um império através de conquistas militares e uma administração eficiente. Ele conquistou cidades importantes como Jené e Tombuctu, organizando o império de acordo com o modelo mandinga. Sua política religiosa, mantendo cultos tradicionais songais, causou tensão com a aristocracia muçulmana, mas consolidou sua autoridade e identidade cultural.
Após a morte de Suni Ali, Maomé Turé fundou a dinastia de Ásquia, expandindo mais o império. Maomé I e seus sucessores, como Ixaque I e Daúde, continuaram a expandir e organizar o império, estabelecendo uma estrutura administrativa centralizada. Esta organização incluía ministros e conselheiros com funções definidas, como o hi koy, fari mondzo, kalissa farma e balama, responsáveis por diferentes aspectos administrativos e militares. O Império Songai possuía uma administração centralizada com uma hierarquia bem definida. A sucessão ao trono seguia a tradição de primogenitura, mas muitas vezes era contestada por crises de poder. A eficiência administrativa e militar, combinada com um equilíbrio entre tradições islâmicas e consuetudinárias, garantiu a prosperidade e a influência do império na África Ocidental.